# ماونتین پارک (شهرستان گوینت، جورجیا)
ماونتین پارک (به انگلیسی: Mountain Park) یک منطقهٔ مسکونی در ایالات متحده آمریکا است که در شهرستان گوینت، جورجیا واقع شده‌است. ماونتین پارک ۱۵ کیلومتر مربع مساحت و ۱۱٬۵۵۴ نفر جمعیت دارد.